# Ixothraupis
Genre
Ixothraupis est un genre d'oiseaux Passeriformes de la famille des Thraupidae.

## Liste des espèces
Selon la classification de référence du Congrès ornithologique international (1 janvier 2024), il comporte cinq espèces :
- Ixothraupis varia (P.L.S.Müller, 1776) – Calliste tacheté
- Ixothraupis rufigula (Bonaparte, 1851) – Calliste à gorge rousse
- Ixothraupis punctata (Linnaeus, 1766) – Calliste syacou
- Ixothraupis guttata (Cabanis, 1851) – Calliste tiqueté
- Ixothraupis xanthogastra (P.L.Sclater, 1851) – Calliste à ventre jaune

## Classification
Le nom valide complet (avec auteur) de ce taxon est Ixothraupis Bonaparte, 1851.

## Étymologie
Le nom générique, Ixothraupis, dérive du grec ancien ἰξός, ixós, « gui », et θραυπῐ́ς, thraupís, « petit oiseau ».